# Henri Swinkels
Henri Swinkels (Vught, 25 oktober 1963) is een Nederlands voormalig politicus namens de SP. Sinds 1 januari 2021 is hij directeur-bestuurder van Kunstloc Brabant.

## Loopbaan
Hij was gemeenteraadslid in Vught en driemaal lokaal lijsttrekker. Van 14 tot 29 mei 2014 was hij tijdelijk lid van de Tweede Kamer als vervanger van Renske Leijten die met zwangerschapsverlof was. De eerdere vervanger Tjitske Siderius kreeg een vast Kamerlidmaatschap na het vertrek van Paulus Jansen. Van 22 mei 2015 tot 14 juni 2019 was Swinkels gedeputeerde leefbaarheid en cultuur in Noord-Brabant. Van de verkiezingen in 2019 tot 22 januari 2021 was hij Statenlid in die provincie. Sinds 1 januari dat jaar is hij directeur-bestuurder van Kunstloc Brabant.
- Nederlandse Thesaurus van Auteursnamen: 240608623
- Parlement.com: vj04bt7rkgz6
- Virtual International Authority File: 281342515